# Iván Castillo
Iván Sabino Castillo Salinas (né le 11 juillet 1970 à Coripata en Bolivie) est un joueur de football international bolivien, qui évoluait au poste de défenseur.

## Biographie

### Carrière de joueur

#### Carrière en sélection
Avec l'équipe de Bolivie, il dispute 36 matchs (pour aucun but inscrit) entre 1993 et 2000. Il figure notamment dans le groupe des sélectionnés lors des Copa América de 1993, 1995, 1997 et de 1999.
Il joue également la Coupe des confédérations de 1999.